# 渡辺蘭
渡辺 蘭（わたなべ らん、1983年11月4日 - ）は、日本のタレント、女優、フリーアナウンサー、気象予報士。セント・フォース所属、気象関係についてはかつてウェザーマップが業務提携としてマネジメントを行っていた。
アメリカ合衆国・ハワイ州生まれ。桐朋学園大学音楽学部演奏学科ピアノ専攻卒業。身長165cm。

## 人物・来歴
アメリカ合衆国・ハワイ州生まれ。父は外交官、母はピアノ講師。3歳頃にソビエト連邦・モスクワへ移り、幼稚園の途中から小学5年生までは日本（埼玉県所沢市と千葉県印西市）に住んだ。その後中学2年生までをオーストラリア・パースで過ごし、帰国後は桐朋女子中学校に編入した。桐朋女子高等学校音楽科を経て、桐朋学園大学音楽学部演奏学科ピアノ専攻を卒業。
学生時代から芸能活動を始める（タニ・プロモーション所属）。大学卒業後、日本航空の客室乗務員として2007年9月まで勤務したが、退社しフリーアナウンサーに転身した。2007年10月からテレビ朝日の情報番組『やじうまプラス』のお天気キャスターに抜擢された。
特技は英会話で、TOEICのスコアは800点。
気象予報士資格は『やじうまプラス』を降板後の2009年10月に取得。
2011年4月、約1年半の空白期間を経て、NHK『おはよう日本』に出演開始。
2016年3月、2011年より5年間出演してきた『おはよう日本』から“卒業”すること、また、妊娠をしていることを併せて発表した。
出産後は暫く育児に専念して2017年秋以降に本格的な活動再開。同年11月、NHK『ニュース7』気象情報（平日）を担当していた平野有海が長期休業に入った際にその代役に廻った菊池真以の代役として、土・日の同番組に出演するようになり1年8か月ぶりにテレビ出演した。

## 主な出演歴

### テレビドラマ
- 日曜劇場『恋がしたい恋がしたい恋がしたい』（2001年、TBS）- 夕雨子の同級生 役
- 愛し君へ（2004年、フジテレビ）
- ラストプレゼント 娘と生きる最後の夏（2004年、日本テレビ）- 佐藤恵美 役
- 牙狼-GARO-（2005年、テレビ東京）第3話 - 由紀子 役

### テレビ番組
- やじうまプラス（2007年-2009年4月3日、テレビ朝日）木曜・金曜お天気キャスター、月曜コーナー担当

（尚、2008年9月22日から27日は山岸舞彩が夏休みのため月曜から土曜まで1週間通してお天気キャスターを担当した。）
- NHKニュースおはよう日本（2011年4月4日 - 2016年4月1日、NHK総合テレビ） - 気象コーナー（平日4時台 - 7時40分頃まで）
- NHKニュース7（2017年11月11日 - 2018年4月1日、土曜・日曜　気象コーナーで、月-金の代役に廻った菊池真以の、代役の代役として復帰）
- 週刊まるわかりニュース（2018年4月7日 - 2020年4月4日、気象コーナー「天気いいネ」)

## 書籍

### グラビア
- ビッグコミックスピリッツ（2007年） - 山岸舞彩と共演